# CF (motorfiets)
CF is een historisch merk van motorfietsen.
| Leonardo Fiorani was in 1898 in Calendasco geboren. Toen hij 18 jaar was vervulde hij zijn dienstplicht als genist. Hij volgde de technische school van Peugeot en zette zijn diensttijd voort als monteur bij de Italiaanse luchtmacht. Na de oorlog trad hij in dienst van FIAT, waar hij al snel chef van de werkplaats werd. Toch vertrok hij in 1920 naar de automobielwerkplaatsen Officina Automobilistica del Regio Esercito (OARE), die ook voor de Italiaanse krijgsmacht werkten. Hier ontwikkelde hij begin 1925 een wegrace-motorblok voor motorfietsen. In 1926 verliet hij OARE om eerst naar Bridelli en daarna naar Oreglia te gaan. In 1927 begon hij in Piacenza samen met majoor Catelli en Mario Ghezzi een eigen werkplaats. |

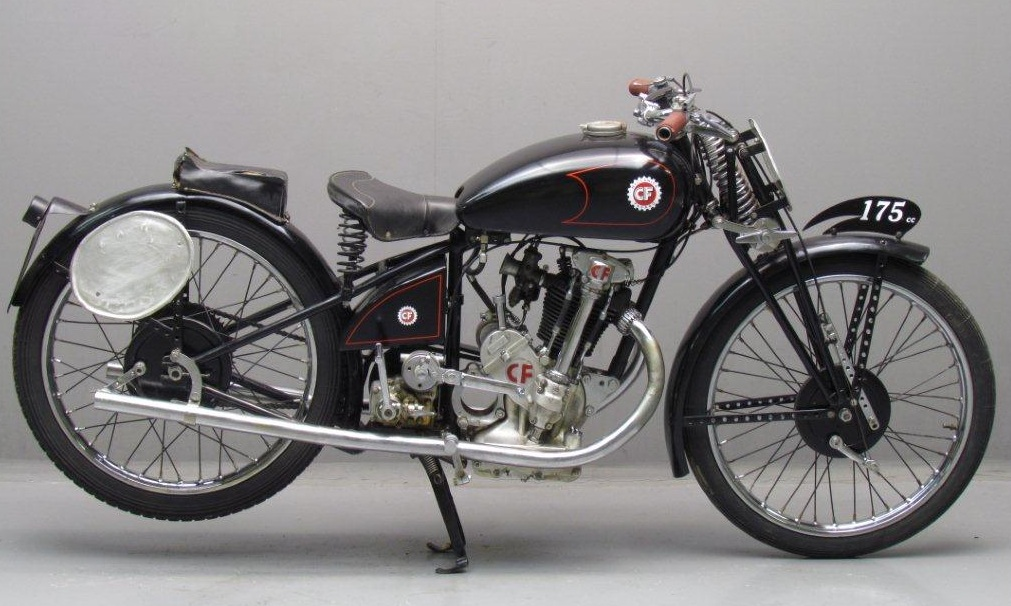
CF Leggera (licht) 175cc-racer uit 1933

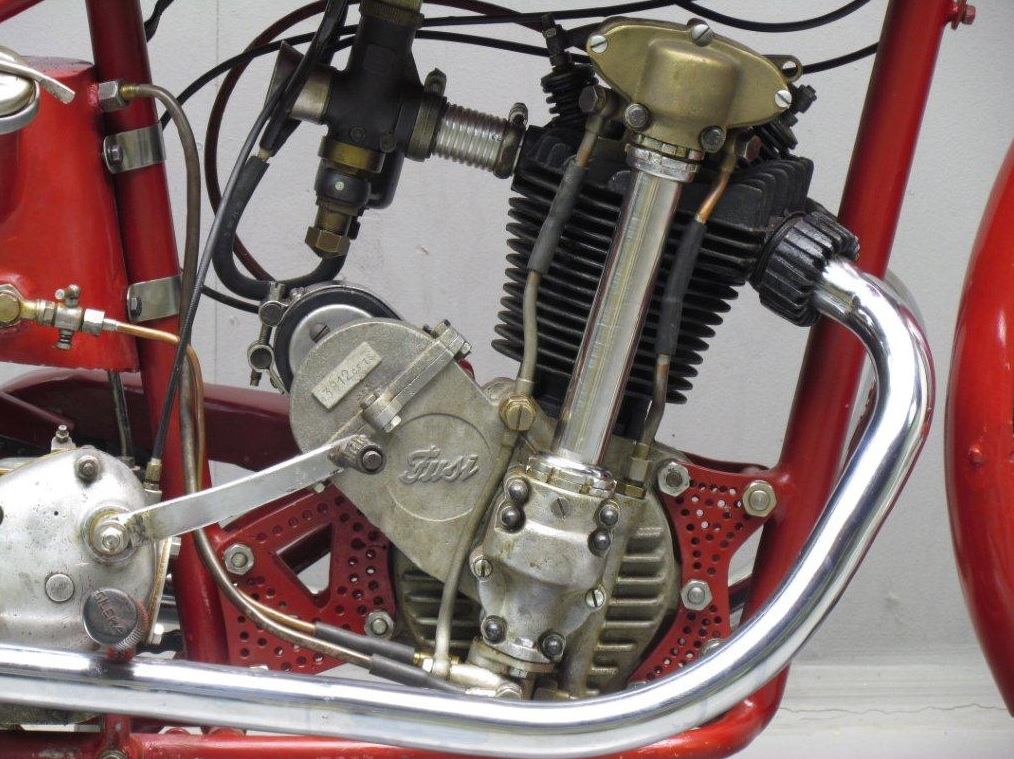
De motor die Fusi vanaf 1937 gebruikte…

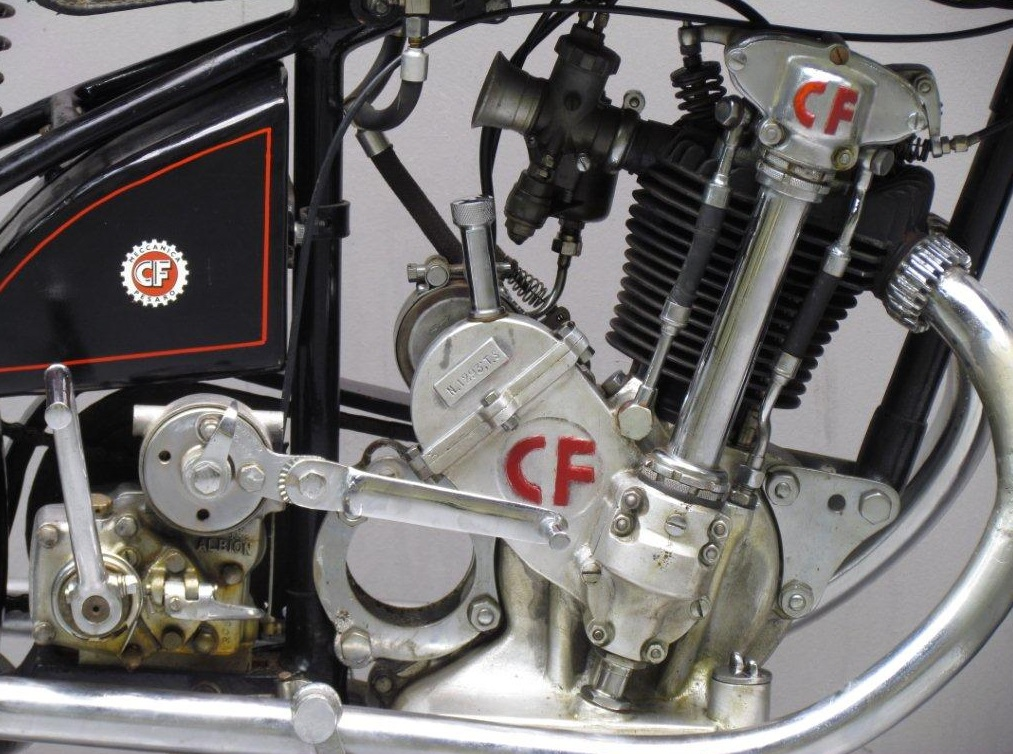
…was feitelijk een motor van CF

De bedrijfsnaam was S.A. Autogarage Piacenza, later Meccanica s.r.l, Pesaro.
In 1928 verscheen de eerste motorfiets, die Leonardo Fiorani al in 1926 had ontwikkeld, onder de naam "CF" (Catelli en Fiorani). Het was een 175cc-model dat in twee uitvoeringen verscheen: de "Normale" met een stoterstangenmotor en drie handgeschakelde versnellingen en een racemotor met een bovenliggende nokkenas en vier voetgeschakelde versnellingen. De racemotor kon op alcohol 135 km/h halen. In 1931 kwamen er drie uitvoeringen van de 175cc-motor, de "Turismo" die 80 km/h haalde, de "Sport" (100 km/h) en de "Super Sport" (120 km/h).
In 1932 veranderde de lay-out van de motoren: ze kregen een 16° naar voren hellende cilinder en hierna werden de motoren steeds verder doorontwikkeld. Er was nu een Albion-drieversnellingsbak toegepast. In 1934 verschenen vrijwel identieke 250cc-modellen, eveneens met een Albion-versnellingsbak, maar met vier versnellingen.
In 1935 ontwikkelde Fiorani een heel nieuwe motor: een 500cc-paralleltwin met zijkleppen en een vierversnellingsbak. Die machine bleef in 1936 samen met de 250cc-modellen in productie, maar het ging toen al slecht met het bedrijf, dat uiteindelijk failliet ging. In 1937 werd het overgenomen door A. Fusi & Co., S.p.A. in Milaan, dat de CF-motoren bleef gebruiken tot in 1941, toen door het uitbreken van de Tweede Wereldoorlog de productie moest worden onderbroken.
Toch werd er na de oorlog nog met de CF-motoren geracet. Vooral Stellio Ghia was nog jaren succesvol met deze motoren.